# إيغور فلوريس
إيغور فلوريس (بالإسبانية: Igor Flores)‏ ولد بتاريخ 5 ديسمبر 1973 في منطقة نافارا، إسبانيا، هو دراج إسباني سابق في صنف سباق الدراجات على الطريق.

## روابط خارجية
- إيغور فلوريس على موقع أرشيف الدراجات (الإنجليزية)
- إيغور فلوريس على موقع إحصائيات الدراجات الإحترافية (الإنجليزية)
- إيغور فلوريس على موقع نسبة الدراجات (الإنجليزية)